# Ya Suy
Ya Suy (Lâm Đồng, 7 de enero de 1987) es un cantante vietnamita, ganador del evento musical "Vietnam Idol" en 2012. Contó el apoyo mayoritario de los oyentes, cuando lo escucharon cantar por primera vez, la puntuación en este evento fue favorable. Incluso por su honestidad en los escenarios, no se pudo comparar con el talento de Hoàng Quyên. Una cantante y participante de este evento, quien salió en segundo lugar.

## Biografía
Ya Chu Ru, es su nombre verdadero, él nació y creció en una de las zonas rurales más pobres de la provincia de Lam Dong. Antes de competir en el Vietnam Idol, Ya Suy estudió en el "Management College", se especializó turismo y cultura en Nha Trang. Más adelante estudió música, durante su curso descubrió su talento.

## En Vietnam Idol
En este concurso, compitió con varias voces impresionantes, aunque no tenía mucha técnica, pero su voz era cálida y estimulante. Aunque a veces el rendimiento un poco errático, aunque con el apoyo de muchas personas, los oyentes pudieron evaluar la naturaleza de su talento, su sinceridad y su inocencia en el escenario. 
Entre los temas musicales que interpretó fueron; Nơi tình yêu bắt đầu, Hello y Tan biến và Nơi ấy.